# Fourmies
Fourmies je francouzská obec v departementu Nord v regionu Hauts-de-France. V roce 2011 zde žilo 12 608 obyvatel.

## Sousední obce
Anor, Clairfontaine (Aisne), Féron, Glageon, Mondrepuis (Aisne), Trélon, Wignehies

## Vývoj počtu obyvatel
Počet obyvatel 

## Sport
Každoročně v září se zde od roku 1928 koná cyklistický závod Grand Prix de Fourmies.

## Partnerská města
- Bernburg, Sasko-Anhaltsko, Německo
- Fridley, Minnesota, USA[3]